# Bart McGhee
Bartholomew "Bertie" of "Bart" McGhee (30 april 1899 - 26 januari 1979) was een Amerikaanse voetballer die doorgaans als linksbuiten speelde. Hij speelde voor het nationale voetbalelftal van de Verenigde Staten op het WK van 1930 en scoorde het tweede doelpunt in de geschiedenis van de Wereldbeker tegen België. In 1986 werd hij opgenomen in de Amerikaanse National Soccer Hall of Fame.

## Jeugd
McGhee was de zoon van de voormalige Hibernian- speler en Heart of Midlothian- manager James McGhee, en de broer van Jimmy McGhee, de aanvaller van Philadelphia Field Club. McGhee's vader was een gerenommeerde Schotse speler die met Schotland verscheen tijdens een geregelde wedstrijd in 1886 tegen Wales. McGhee's vader had een controversiële term als manager van Hearts. Toen hij uiteindelijk op 6 december 1909 ontslag nam, begon hij zijn opties te beoordelen. In september 1910 besloot hij Schotland te verlaten en naar de Verenigde Staten te emigreren. Het kostte Jimmy McGhee twee jaar om zich te vestigen en het duurde tot 1912 voordat McGhee, zijn moeder en jongere broer Jimmy zich bij zijn vader in de VS voegden. Toen ze in de VS aankwamen, vestigde het gezin zich in Philadelphia, Pennsylvania.

## Carrière

### Amateur
Toen hij negentien was, begon McGhee te spelen voor New York Shipbuilding, gevestigd in Camden (New Jersey), gevestigd in de South Jersey League. Het volgende seizoen verhuisde hij naar Wolfenden Shore, van de Allied American Football Association; daar speelde hij tot ten minste maart 1921, toen hij op proef stond bij Bethlehem Steel FC voordat hij naar Philadelphia Hibernian spelend in de National Soccer League of Philadelphia. Daar speelde hij van 1921 tot 1922.

### Professioneel
In 1922 tekende McGhee bij de New York Field Club spelend in de American Soccer League. Hij bracht twee seizoenen door bij deze club voordat hij in 1924 naar Fleisher Yarn verhuisde. Fleisher bestond al jaren als een amateur-krachtpatser, maar in 1924 werd het team professioneel. Het was echter niet in staat om zichzelf te handhaven als een professioneel team en stopte daarom aan het einde van het seizoen. Toen Fleisher faalde, verhuisde McGhee naar Indiana Flooring⁣, dat in New York speelde. McGhee bracht twee seizoenen door in Indiana. In 1927 kocht Charles Stoneham, eigenaar van het honkbalteam New York Giants, Indiana Flooring. Hij noemde het team de New York Nationals. Om de zaken nog verwarrender te maken, hernoemde Stoneham het team in 1932 opnieuw. Dat jaar viel de oorspronkelijke New York Giants ASL-club op. Stoneham verwierf de rechten op de naam en gebruikte het voor zijn club. McGhee speelde met dit team, onder al zijn namen, tot 1932, met uitzondering van een uitleenperiode aan Philadelphia Field Club tijdens het seizoen 1928-1929.
In 1928 wonnen de New York Nationals de National Challenge Cup. In 1929 won de club toen de Lewis Cup, de ASL-bekercompetitie. Onder de nieuwe naam, New York Giants, won de club ook het ASL-kampioenschap 1930-1931.
Na 1929 werden de ASL-statistieken gedecimeerd omdat de Grote Depressie en de ASL/FIFA Soccer Wars hun tol eisten van de competitie. Desondanks speelde McGhee minstens 350 wedstrijden en scoorde 137 doelpunten van 1921 tot 1931. Volgens de National Soccer Hall of Fame: "Er zijn ook berichten in sommige publicaties dat hij later in Engeland speelde voor Hull City. Hij [sic] zoon Ed, die in Riverton (New Jersey) woont, vertelde me dat Bart, afgezien van zijn reis naar Zuid-Amerika, de VS nooit heeft verlaten".

### Nationale elftal
McGhee verdiende drie caps met het Amerikaanse nationale team, allemaal op de 1930 FIFA World Cup. Hij scoorde het eerste doelpunt voor een Amerikaans team in de Wereldbekercompetitie in de openingsoverwinning op België, wat het 2e doelpunt in de geschiedenis van Wereldbekers werd.
Tijdens zijn ASL-carrière speelde Bart McGhee in 350 competitiewedstrijden en scoorde 127 doelpunten, bijna allemaal vanaf de linkervleugel. In 1986 werd hij postuum opgenomen in de National Soccer Hall of Fame.

### Internationale doelen
Doelpunte voor de Verenigde Staten
| #  | Datum        | Stadion                                          | Tegenstander | Scoren | Resultaat | Wedstrijd             |
| -- | ------------ | ------------------------------------------------ | ------------ | ------ | --------- | --------------------- |
| 1. | 13 juli 1930 | Estadio Gran Parque Central, Montevideo, Uruguay | België       | 1 –0   | 3-0       | FIFA Wereldbeker 1930 |